# 安業 (地名)
安業，是臺灣臺南市麻豆區的一個傳統地域名稱，位於該區中南部。相較於今日行政區，其範圍大致包括安業里西大半葉不含西北部凸出部分的西端、謝厝寮里東北部邊界地帶中段、井東里西部、安正里東部凸出部分的東端。
本地區境內主要聚落為崁仔、東溪洲、東勢、大宅額，其中崁仔聚落最大，設有安業國小。

## 歷史
台灣日治初期，安業地區為一街庄，稱為「安業庄」（舊制街庄），隸屬於蔴荳堡。該庄昔日北與蔴荳庄為鄰，東與磚仔井庄為鄰，南邊隔曾文溪與胡厝藔庄為界，西邊為謝厝藔庄。
1901年（日治明治三十四年）11月11日，全台廢縣廳改設二十廳，該庄隸屬於鹽水港廳。1904年（明治三十七年）4月1日，該庄編入「崁仔區」，隸屬於鹽水港廳。1906年（明治三十九年）4月1日，鹽水港廳內管轄區域調整，該庄改隸屬於「安業區」。1909年（明治四十二年）10月25日，全台合併二十廳為十二廳，安業區改隸屬於臺南廳。1920年（大正九年）10月1日，全台地方制度大改正，廢十二廳改設五州二廳，該庄改制為「安業」大字，隸屬於臺南州曾文郡麻豆街（新制街庄）。
戰後麻豆街改制為麻豆鎮，隸屬於臺南縣，大字亦改制為里。1950年（民國39年）10月25日，雲、嘉、南分治，麻豆鎮仍隸屬於臺南縣。2010年（民國99年）12月25日，臺南縣、市合併為直轄臺南市，麻豆鎮改制為麻豆區。

## 聚落
本地區發展較早的聚落為崁仔、東溪洲、東勢、大宅額，在日治期初期的官方地圖上已有記載。

## 交通
市道173號是麻豆至九塊厝的道路，經過本地區崁仔、東勢、大宅額三個聚落。由該道路東北行可前麻豆市區，並止於市道171號暨市道176號路口；西南行可前往西港區、七股區南部，並止於省道台61線暨市道173甲線路口。
區道南48線是番仔寮至溝仔墘的道路，經過本地區北部。
區道南49-2線是方厝寮至安業的道路，其東側端點（終點）位於本地區中部東勢聚落的市道173號路口，由此向西南會經過崁仔聚落。

## 學校
- 安業國小

## 廟宇
- 麻豆太子宮